# Рогозница (Хорватия)
Рогозница (хорв.  Rogoznica, нем. Rogosnizza) —
село и община на юге Хорватии, в составе Шибенско-Книнской жупании.
Расположено в Далмации в районе Далматинская Загора в 4 милях от г.Примоштен между Сплитом и Шибеником на небольшом острове под названием Копара, соединённом с материком дамбой длиной около 250 м.
Кроме самой Рогозницы, в состав общины также входят:
- Дворница
- Яребняк
- Конница
- Ложницы
- Оглавцы
- Подглавица
- Подорляк
- Рожень
- Сапина Доця
- Стивашница
- Затоглав
- Зечево Рогозницко

## Население
| Год  | Численность | Численность |
| ---- | ----------- | ----------- |
| 2021 | 2106        | [ 2 ]       |

Население общины по данным переписи 2011 года составляло 2 345 человек. Население самого села — 1121 человек.

## История
Первые упоминания встречаются в 1390 году.

## Достопримечательности
- Морское озеро Драконий Глаз на полуострове Градина близ Рогозницы и недавно построенная пристань для яхт в небольшой бухте Рогозница. В бухте имеется несколько якорных стоянок, пристань и возможность швартовки у городского причала.

## Экономика
Экономика общины ориентирована в основном на туризм, поскольку рыбная ловля со временем становится всё менее прибыльной. Имеется несколько небольших кафе, кафе-мороженое и различные магазины.

## Климат
Средняя годовая температура составляет 15,89 °C, средняя максимальная — 28,11 °C, а средняя минимальная — 4,32 °C. Среднее годовое количество осадков — 675 мм

## Галерея

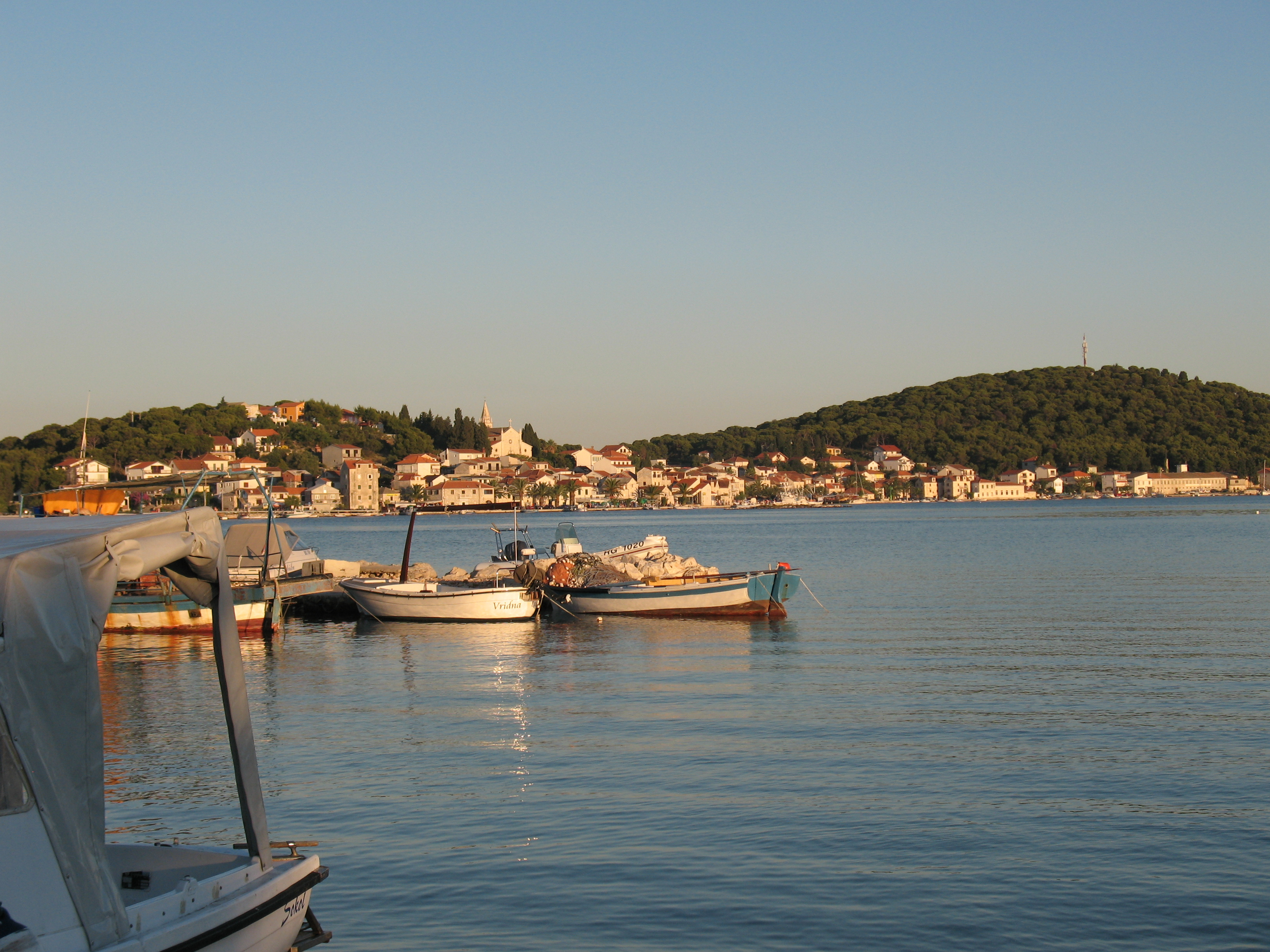
Старый район
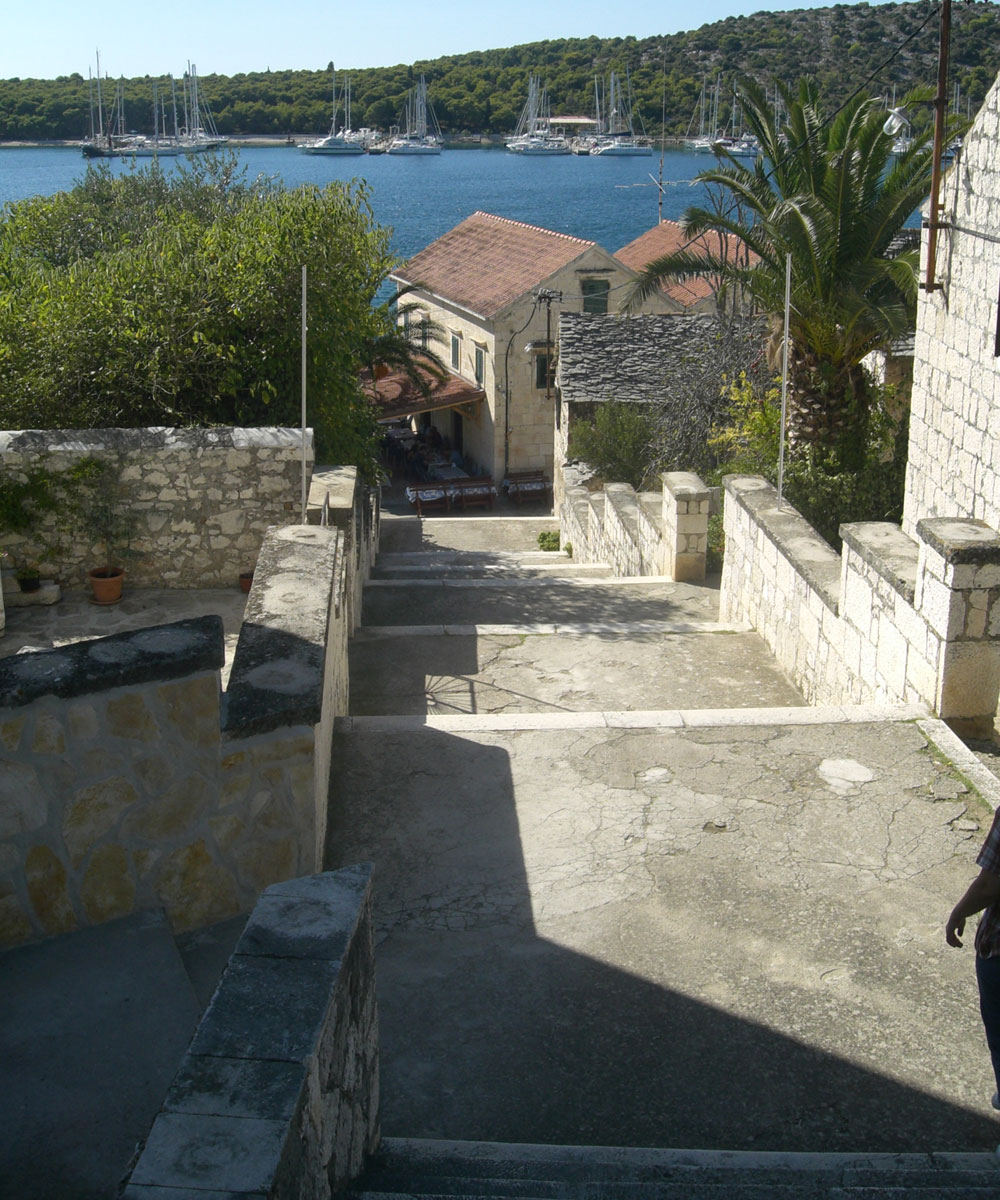
Вид на порт
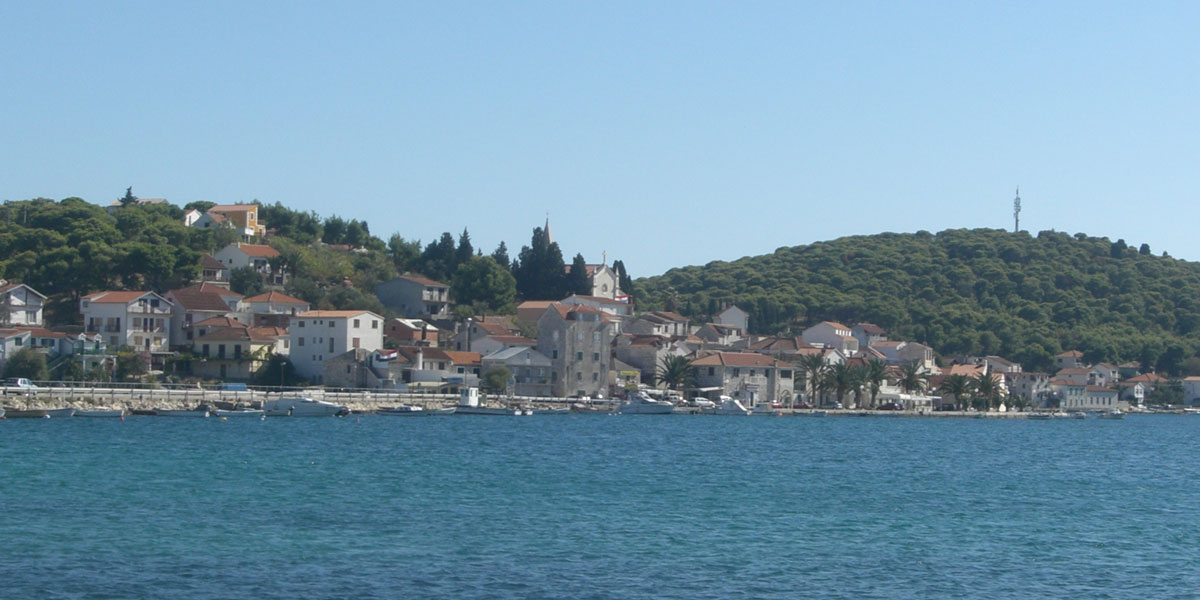
Рогозница
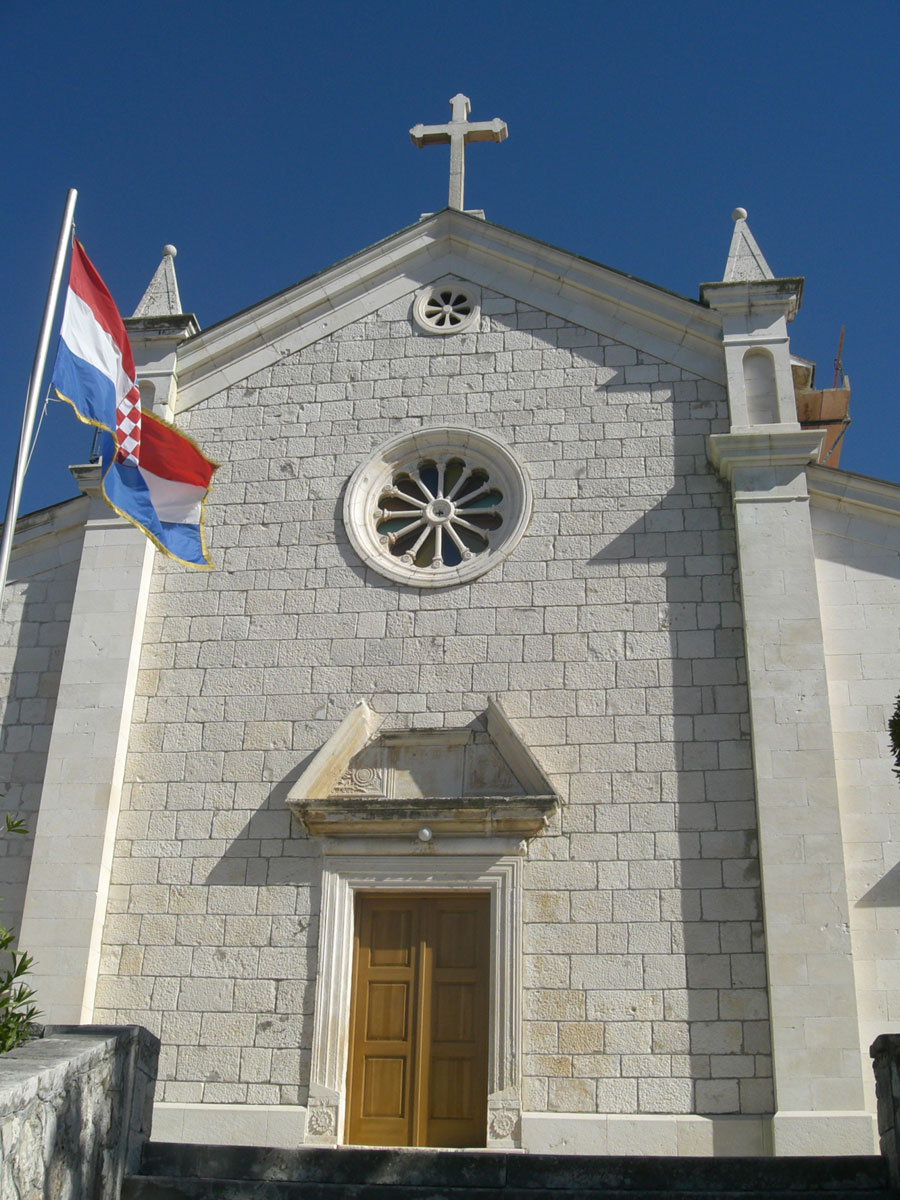
Церковь
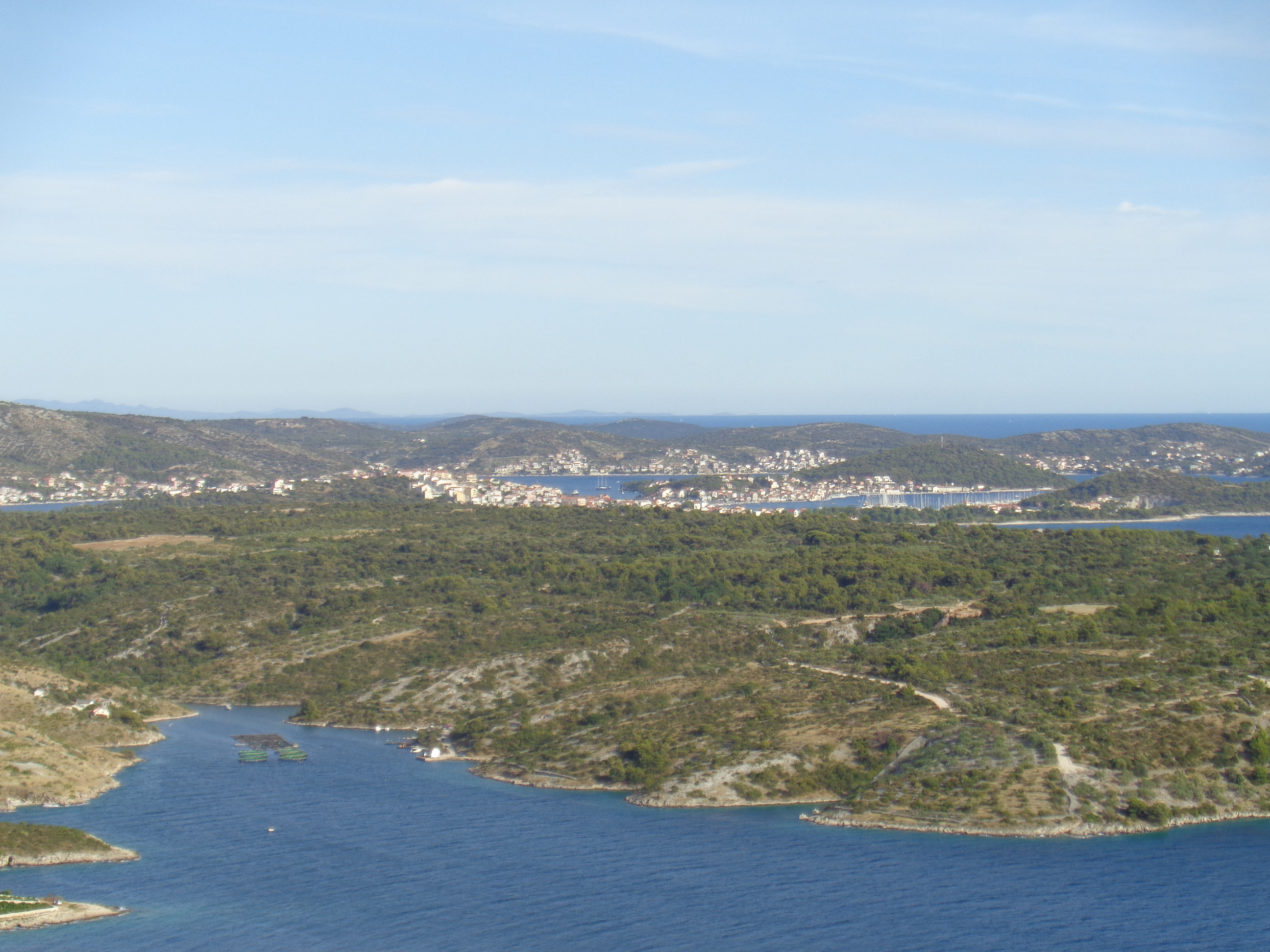